# Xã Frontier, Quận St. Charles, Missouri
Xã Frontier (tiếng Anh: Frontier Township) là một xã thuộc quận St. Charles, tiểu bang Missouri, Hoa Kỳ. Năm 2010, dân số của xã này là 26.850 người.